# معركة المقطع
معركة المقطع هي معركة وقعت في 28 يونيو 1835 بين القوات الفرنسية بقيادة الجنرال كميل ألفونس تريزيل [الإنجليزية] وتحالف القبائل العربية الجزائرية في غرب الجزائر بقيادة الأمير عبد القادر أثناء الغزو الفرنسي للجزائر.

## تاريخ
خرج الجنرال الفرنسي تريزل على رأس جيش مكون من 2500 جندي مدعمين بمؤونة وذخيرة ومدافع متوجها لمدينة وهران  عاصمة الأمير عبد القادر آنذاكـ فهاجمه الأمير عبد القادر على تخوم المقطع ( مرسى الحاج  حاليا) وهزمه مخلفا حسب الرواية الفرنسية 262 قتيلا و 308 جريح من الجانب الفرنسي.
يعتبر الفرنسيون هذه المعركة واحدة من أكبر الهزائم أثناء حملات احتلال الجزائر الأولى وأدت إلى الاعتراف بالأمير عبد القادر كقائد عسكري وبدولته في الجزائر ويعيدون الهزيمة لأخطاء تكتيكية وأدى بالجنرال لإعادة تنظيم القوات الرابضة في الجزائر.
أما الجزائريون فيعتبرون معركة المقطع من أشهر المعارك التي خاضها الأمير عبد القادر ضد فرنسا وعمره لم يتجاوز 26 عاما، انتهج فيها إستراتيجية جديدة في الحرب لم يعهدها المقاتلون الفرنسيون من قبل، أحصى الجزائريون عدد قتلى معركة المقطع بـ 500 قتيل في الجانب الفرنسي.

## الإرث
يحتفل في الجزائر سنويا بمعركة المقطع بكونها المعركة التي برهنت على إمكانية هزم المستعمر الفرنسي وأن هذا الجيش ليس بأسطورة لا تقهر.